# Gare de Haparanda
La gare d'Haparanda est une gare ferroviaire d'Haparanda en Suède, située à 11 mètres d'altitude La gare est un monument national.

## Histoire

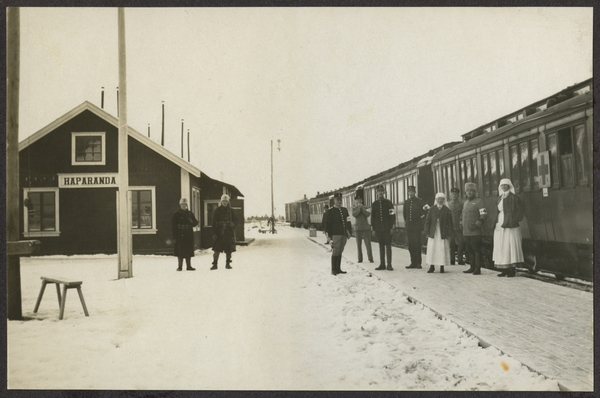
Train et la gare provisoire, vers 1915

Une gare provisoire a été construite en 1915 pour la ligne d'Haparandabanan alors nouvellement construite et le bâtiment actuel de la gare, qui a été conçu par l'architecte Folke Zettervall, a été construit en 1917.
La gare a été inaugurée pour les transports publics en décembre 1918. Le bâtiment a acquis un caractère monumental; les gens avaient de grands espoirs pour la station, compte tenu de son importance pour le commerce et le transport à travers la frontière avec la Finlande, qui jusqu'en 1917 appartenait à l'Empire russe (pendant la Première Guerre mondiale, la seule liaison ferroviaire ouverte entre l'Europe occidentale et la Russie y a lieu). Le personnel en fonction à la gare était plus tard, cependant, relativement modeste en nombre; en 1948, il se composait d'un chef de gare, d'un premier commis, de trois sous-commis, de deux conducteurs de bus, d'un assistant de circulation et de 16 agents de gare.
Le trafic de passagers à la gare a été interrompu en 1992. Vers la fin, les bus ferroviaires se sont arrêtés sur une plate-forme du côté sud de la gare de triage, et non à la gare. En 2012, un nouveau chemin de fer de Haparanda à Kalix a été achevé et l'ancien tronçon Karungi-Haparanda a été fermé. Le 1er avril 2021, le trafic passagers entre Boden et Haparanda a repris. Un nouveau quai a été construit du côté sud du bâtiment de la gare.

## Service des marchandises
La gare de marchandises a une activité importante sous la forme de rechargement de wagons de fret. En raison d'un écartement différent, les trains suédois ne peuvent pas circuler en Finlande et vice versa. En effet, le réseau ferroviaire suédois est à voie normale et fait partie du réseau ferroviaire continental européen et est relié, entre autres, à l'Allemagne, la France et l'Italie. Le réseau ferroviaire finlandais, quant à lui, est étendu et est plutôt relié à la Russie, à l'ex-Union soviétique et à la Mongolie. C'est une jauge russe. Le côté nord de la gare de triage (au nord du bâtiment) a un gabarit russe et son côté sud a un gabarit continental.

## Patrimoine ferroviaire
Le bâtiment de la gare, dont les façades en briques donnent une impression massive et cohérente, présente un grand volume à l'est avec deux fortes cheminées frontales dans le toit pentu. La partie allongée du bâtiment, légèrement plus basse, présente un motif en plein cintre au rez-de-chaussée, un toit à plate-forme et au-dessus un entresol, habillé de boiseries. Le bâtiment d'environ 80 m de long se termine à l'ouest par un pan de pignon, couronné par un cavalier.